# Canon James Goodman
Pour les articles homonymes, voir Goodman.
Canon James Goodman (alias James Goodman), né en 1828 près de Ventry (péninsule de Dingle, comté de Kerry) et décédé en 1896, est un collecteur irlandais de musique traditionnelle, et un joueur de flûte et de uilleann pipes. Né dans une région Gaeltacht (irlandophone), il parlait couramment le gaélique irlandais.

## Biographie
Canon James Goodman vient au monde dans la péninsule de Dingle (comté de Kerry) le 22 septembre 1828, troisième d'une famille de neuf enfants, dans une région irlandophone.
Enfant il fait la connaissance du piper aveugle Tom Kennedy, qui sera une de ses premières sources de collectage.

### L'homme d’Église
Canon James Goodman, bénéficiant d'une bourse depuis 1847, étudie au Trinity College de Dublin. Il est ordonné prêtre de l'Église d'Irlande en 1851. Son père, le révérend Thomas Chute Goodman, a été recteur de Dingle (comté de Kerry).
Il se marie avec Charlotte King en 1852, et le couple a trois enfants.
Il tient son premier poste en tant que prêtre à la paroisse de Creagh (West Cork) en 1852, puis, en 1859, s'installe à Killaconagh, dans la péninsule de Beara, où il prêche en gaélique irlandais. En 1866, il est affecté à la paroisse d'Abbeystrewry, à Skibbereen (comté de Cork), et y demeurera jusqu'à sa mort en 1896. En 1867, il finance sur ses deniers la reconstruction de l'église locale, alors à l'abandon.
Une statue de Canon James Goodman jouant des uilleann pipes se dresse depuis 2006 à l'entrée de la paroisse d'Abbeystrewry.

### Le collecteur de musique
Canon James Goodman grandit à Ventry. C'est là qu'il apprend à jouer de la flûte. Il semble que c'est à Killaconagh, dans la péninsule de Beara, qu'il commence l'apprentissage des uilleann pipes. Il a alors trente ans.
C'est à cette période qu'il commence à collecter des mélodies.
Le résultat de ses recherches, quatre volumes intitulés The Tunes of the Munster Pipers, ne fut pas publié avant sa mort, mais vers mai 1861, il semble avoir déjà réuni plus de 700 airs. 150 d'entre eux proviennent de Tom Kennedy, un piper aveugle de la péninsule de Dingle.
À sa mort, le 18 janvier 1896, Canon James Goodman a recueilli plus de 2 000 mélodies, annotées à la fois en anglais et en irlandais, sous la forme de manuscrits à présent déposés à la bibliothèque du Trinity College de Dublin. Près de 200 de ces airs sont des chants dont les paroles furent perdues pendant de nombreuses années. En 2006, un manuscrit comprenant les paroles de 80 chansons fut retrouvé et remis au Trinity College de Dublin.
Ses uilleann pipes étaient du modèle Taylor et il en fit don à son ami Alderman Phair.

### Le professeur d'irlandais
Canon James Goodman est nommé professeur d'irlandais au Trinity College de Dublin en 1879. Il combine cette charge en alternance avec ses fonctions cléricales à Skibbereen, par période de six mois. Douglas Hyde, futur premier président de l'Irlande, et John Millington Synge, l'un des principaux artisans du Celtic Revival, firent partie de ses élèves.